# Georg Lunge

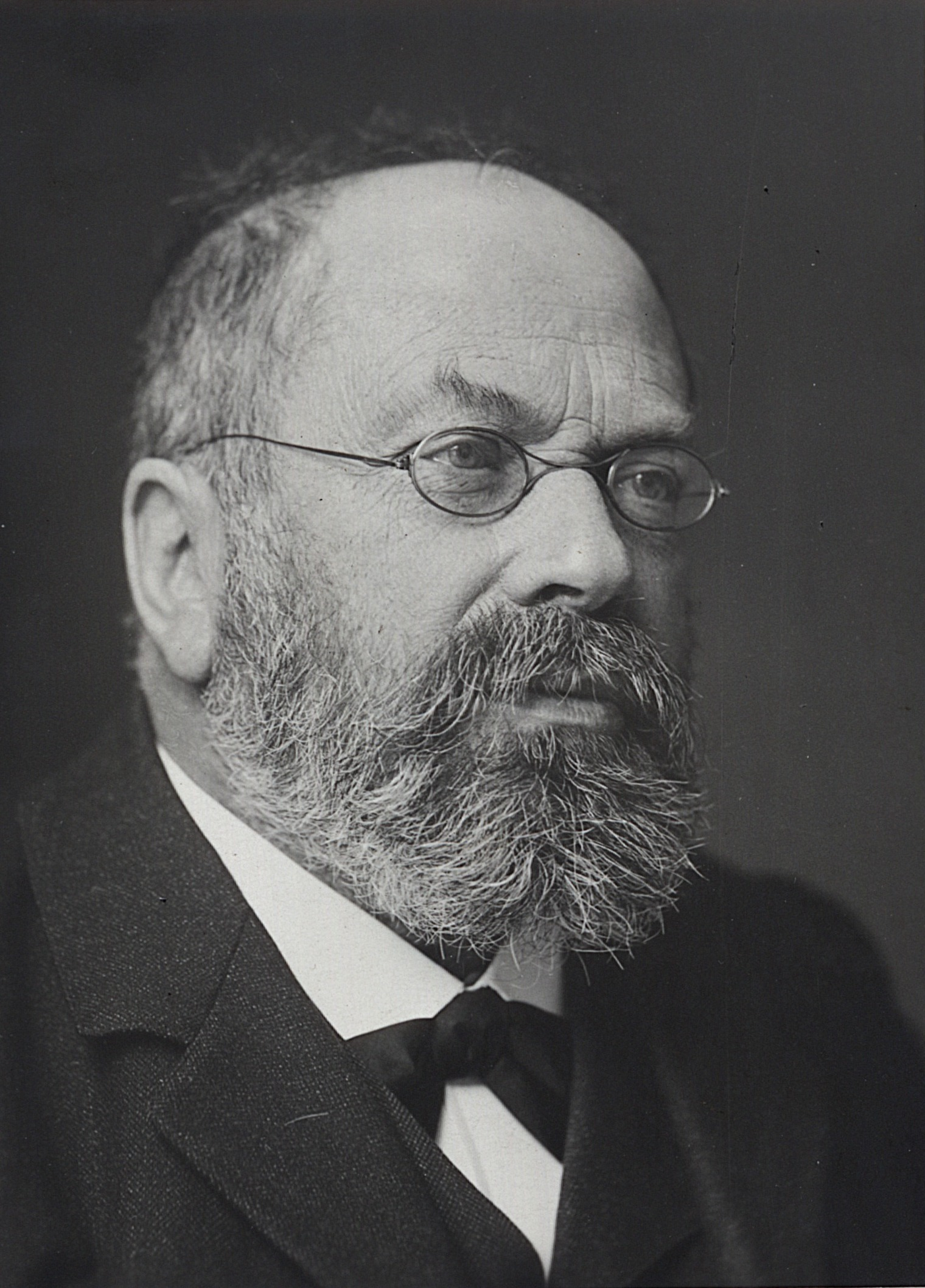
Georg Lunge

Georg Lunge (* 15. September 1839 in Breslau; † 3. Januar 1923 in Zürich) war ein deutscher Chemiker.

## Leben
Der Vater, Heinrich Lunge, war Kaufmann; er schickte seinen Sohn Georg 1848 auf das Breslauer Maria-Magdalenen-Gymnasium, das dieser 1856 – erst 16 ½ Jahre alt – mit dem Abitur verließ. Georg Lunge studierte anschließend an der Universität Breslau Chemie unter Carl Löwig. Er promovierte 1859 unter der Anleitung von Ferdinand Cohn mit dem Thema De fermentatione alcoholica, um dann in Heidelberg seine Studien unter Robert Bunsen fortzusetzen. Wieder zurück in Schlesien, widmete er sich 1860 Aufgaben in der stark wachsenden Chemischen Industrie. Um weitere Erfahrungen zu sammeln, ging er 1864 nach England. In der Nähe von Newcastle wurde er Direktor einer neu gegründeten Sodafabrik. Die 1869 geschlossene Ehe mit der Tochter des Fabrikbesitzers wurde 1895 geschieden. Aus dieser Verbindung entstammten drei Söhne und drei Töchter.
Zwischen 1876 und 1907 war Lunge Professor für technische Chemie an der Eidgenössischen Polytechnischen Schule in Zürich. Dort unterrichtete er in Färberei, Bleicherei, Baustoffe, Keramik, Glas, Metallurgie. Bis 1916 war Lunge noch wissenschaftlich tätig.

## Leistungen
Die industrielle Herstellung von Soda mit allen ihren nutzbaren Nebenprodukten entwickelte sich zur Schlüsselindustrie der anorganischen Großchemie. Die technische Fabrikation von Soda wurde zur großen Aufgabe der Forschung Lunges. Mit einer Reihe von Aufsätzen in englischen und deutschen Fachzeitschriften machte sich Lunge einen Namen als technischer Chemiker. Im Jahre 1876 folgte er – mit Unterstützung von Heinrich Caro – dem Ruf zum Professor für technische Chemie an der ETH Zürich. In zahlreichen Beiträgen befasste sich Lunge sowohl mit technischen Prozessen als auch mit Analysen.
Lunge und Mitarbeiter untersuchten die industrielle Herstellungen der wichtigen Säuren Schwefelsäure, Salpetersäure. Lunge entwickelte auch ein Verfahren (Ausfrieren) zur Gewinnung von konzentrierter Schwefelsäure, das jedoch in der Technik bald durch das Kontaktverfahren ersetzt wurde.
Der Nobelpreisträger für Chemie von 1918, Fritz Haber, arbeitete an der ETH Zürich als sein Assistent. Lunges langjähriger Assistent Karl Heumann (1850–1894) begann bei Lunge seine Untersuchungen zur Synthese des Indigos.
Als bedeutender Autor bereicherte Lunge die naturwissenschaftliche Literatur auch mit vielen Standardwerken. Mit seinen Abhandlungen über Die Industrie des Steinkohlentheers und des Ammoniaks, Destillation des Steinkohlentheers und Schwefelsäure und Alkali begründete er seine Position als höchste Autorität auf diesem Gebiet. Weitere wichtige Bücher waren Das Handbuch der Sodaindustrie, Taschenbuch für die chemische Großindustrie. Eine Bibliographie seiner Veröffentlichungen nennt fast 700 Titel. Chemisch-technische Untersuchungs-Methoden, zu denen er beitrug, erhielten ihre Bestätigung durch seine Untersuchungen zur technischen Analyse.
Nach ihm ist Lunges Reagenz
benannt, ein Nachweismittel in der anorganischen Analytik für Nitrit und Nitrat. In der verfahrenstechnischen Analytik führte er Methylorange (vorher war nur Lackmus verwendet worden) als Indikator für die Alkalimetrie ein.
Lunge überprüfte die Konzentrationen von Säuren, Laugen und Salzlösungen in der Technik durch Dichtemessungen mit einem Aräometer, seine sehr genauen Tabellenwerke dienten späteren Chemikern als wichtige Hilfsquelle. Für viele Stoffanalysen (Nitrate, Karbonate, Wasserstoffperoxid) entwickelte er auch gasvolumetrische Verfahren (Lungesche Gasvolumeter).
In einem von ihm an der ETH Zürich entwickelten chemisch-technischen Praktikum wurde die Verknüpfung zwischen Forschung und Praxis hergestellt. In dem Tonwarenfabrikanten Kommerzienrat Ludwig Rohrmann in Krauschwitz (Oberlausitz) hatte Lunge einen Partner gefunden, der ihm die für seine Forschungsarbeiten geeigneten Apparaturen und Behälter herstellen konnte. Rohrmann fertigte seit etwa 1880 in seiner Tonwarenfabrik säurefestes Steinzeug für die Chemische Industrie und erhielt dafür auf Industrie-Ausstellungen immer wieder Auszeichnungen. Die zwei entwickelten und patentierten zum Beispiel den Lunge-Rohrmann Plattenturm.
1907 erfolgte die Emeritierung Georg Lunges. Anlässlich seines 70. Geburtstages begründete er in Zürich eine Stiftung, die seinen Namen trägt und deren Aufgabe die Förderung begabter Chemie-Ingenieure ist. Im Jahr 1888 wurde Lunge zum Mitglied der Leopoldina gewählt. 1918 erhielt Lunge die Ehrendoktorwürde der Universität Frankfurt.
Seine Grabstätte befindet sich auf dem Südwestkirchhof Stahnsdorf.

## Werke (Auswahl)
- Die Destillation des Steinkohlentheers und die Verarbeitung der damit zusammenhängenden Nebenproducte. Vieweg, Braunschweig 1867
- Handbuch der Soda-Industrie und ihrer Nebenzweige. 2 Bände. Vieweg, Braunschweig 1879
- Taschenbuch für die Soda-, Pottaschen- und Ammoniak-Fabrikation. Hrsg. im Auftrag des Vereins Deutscher Sodafabrikanten und unter Mitwirkung der Commissions-Mitglieder Ignatz Stroof u. a. Springer, Berlin 1883-